# Тарлимахи
Тарлимахи (дарг. Тарлимахьи в пер. — «отсёлок на круглом холме») — село в Левашинском районе Дагестана. Входит в состав сельского поселения Сельсовет Цудахарский.

## География
Расположено в 15 км к юго-западу от районного центра села Леваши, в месте слияния рек Акуша и Казикумухское Койсу.

## Население
| 1926 | 1939 | 1970 | 1989 | 2002 | 2010 | 2021 |
| ---- | ---- | ---- | ---- | ---- | ---- | ---- |
| 73   | ↗93  | ↗158 | ↘131 | ↗152 | ↘148 | ↗188 |